# Pargalı İbrahim Pascha
Pargali Ibrahim Pascha, även känd som Frenk Ibrahim Pascha ("Västerlänningen"), Makbul Ibrahim Pascha ("Favoriten") och senare Maktul Ibrahim Pascha ("den avrättade"), född 1493 eller 1494 i Parga, Grekland, död 1536, var storvesir i det Osmanska riket.

## Biografi
Efter att han konverterat till islam, började han arbeta för prins Süleyman och vann hans vänskap. När prinsen blev sultan av det Osmanska riket som Süleyman I ökade hans inflytande och han fick flera höga ämbeten vid hovet. Han blev sultanens favorit och utsågs 1523 till storvesir. Som ytterligare hedersbetygelse fick han gifta sig med sultanens syster Hadice Sultan, dotter till sultan Selim I och Ayse Hafsa Sultan. 
Han slog ned ett uppror i Egypten 1524–1525 och återställde där ett varaktigt styre. Som militär överbefälhavare följde han sultanen på hans fälttåg, bland annat belägringen av Wien 1529. Med diplomatisk skicklighet ledde han förhandlingarna 1536 med Frankrike som resulterade i ett fördrag om ett nära militärt samarbete mellan Frankrike och Osmanska riket.
Ibrahim var intelligent, arrogant och maktlysten. Sultanen insåg så småningom faran för egen del från honom och lät avrätta honom 1536.

## Bildgalleri

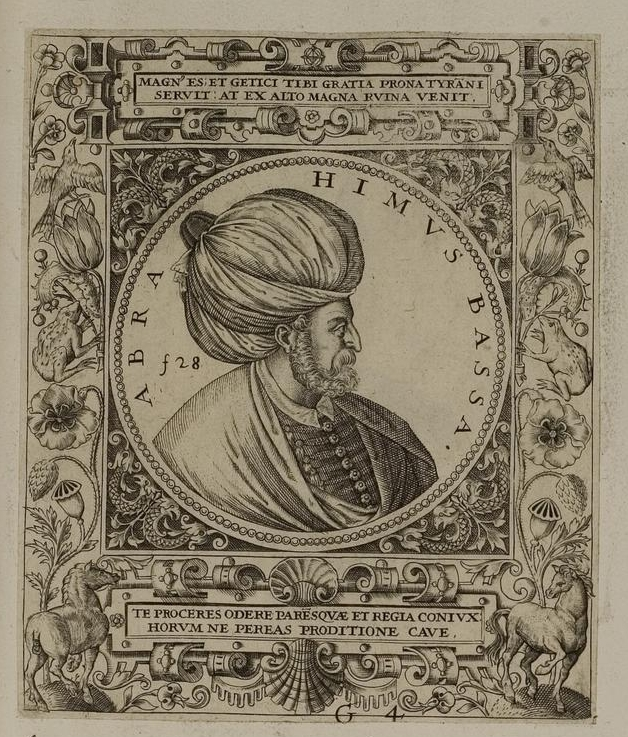
Pargali Ibrahim Pascha, porträtterad av Hans Sebald Beham. En översättning till tyska av ett brev som han skickat till befälhavarna i Wien under Belägringen av Wien 1529.
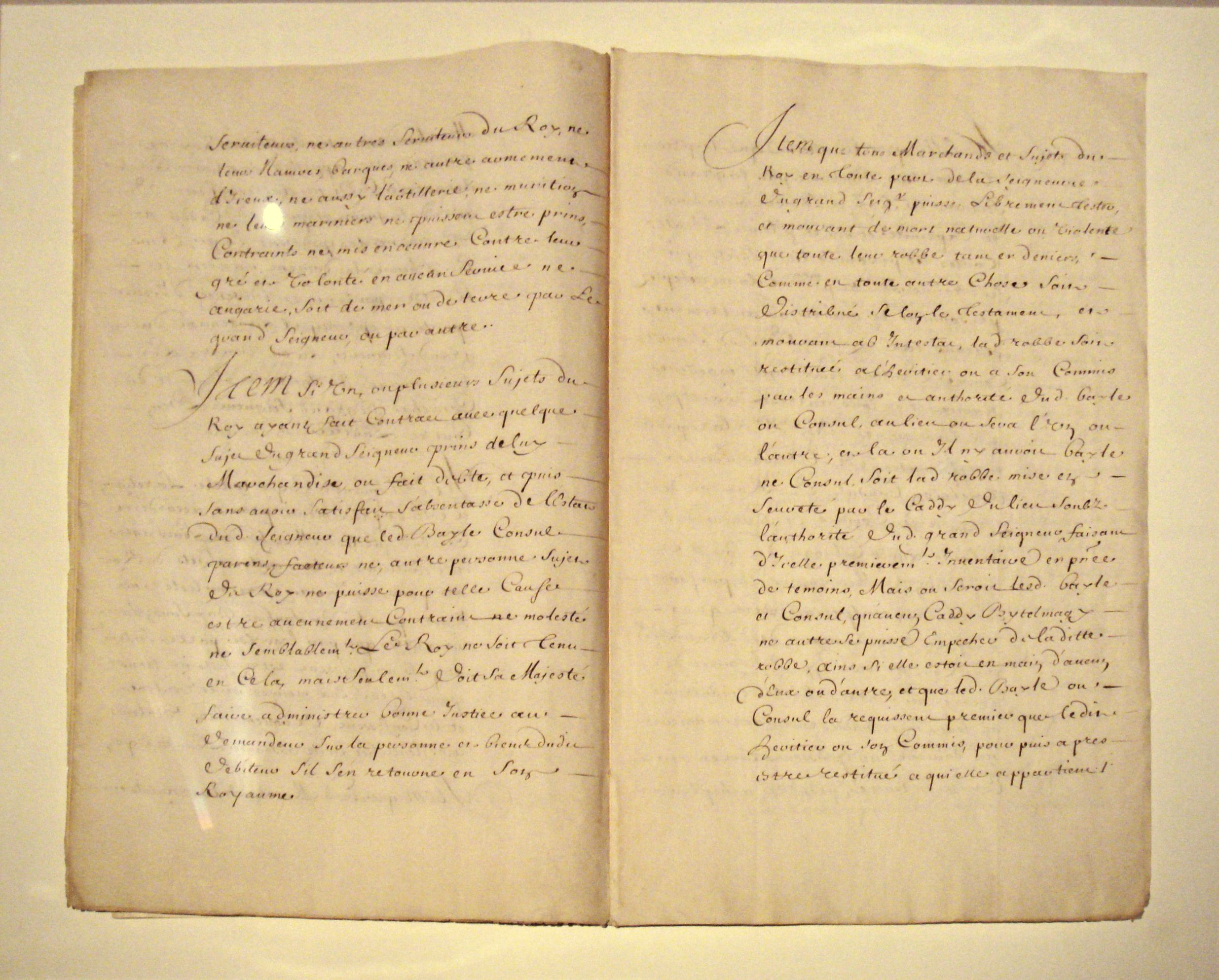
Överenskommelsen 1536 mellan den franske ambassadören Jean de La Forêt och Ibrahim Pascha några dagar före den senares avrättning.